# Punk cristão
O punk cristão é uma forma de Música cristã e um gênerio de punk rock com algum grau de conteúdo lírico cristão. Muito desacordo persiste sobre os limites do subgênero, e a extensão em que suas letras são explicitamente cristãs varia entre bandas. Por exemplo, O Crucificado rejeitou explicitamente a classificação de "punk cristão" ao permanecer dentro da indústria da música cristã.
Dada a natureza do punk e alguns de seus subgêneros, como hardcore punk, muitas bandas foram rejeitadas pela indústria de música cristã e música cristã contemporânea. Algumas bandas geralmente evitam a menção específica de Deus ou Jesus; Da mesma forma, algumas bandas podem rejeitar especificamente o rótulo do CCM ou expressar desdém pelo nicho da indústria da música. Por exemplo, Ninety Pound Wuss vocalista Jeff Suffering disse sobre a dissolução da banda em 2000, "... [N]inguém queria continuar jogando na indústria de música cristã ".

## História
Se originou no final dos anos 70 e início dos anos 80 no Jesus Movement, que deu ascensão à instituições culturais como o Jesus People of the United States of America (JPUSA), onde se juntavam punks desiludidos com a cena e hippies que buscavam pela verdadeira paz e amor, que serviram como um trampolim para várias subculturas cristãs incluindo o movimento punk cristão. Crashdog é uma das bandas que nasceram no JPUSA.

## Música punk cristã
Baseados na fé em Jesus Cristo, no verdadeiro sentimento de mudança e em bandas com mensagens positivas como Minor Threat, começaram a surgir as primeiras bandas da cena hardcore cristã como: Strongarm, Society's Finest, Six Feet Deep, One Bad Apple, The Crucified, Unashamed, Officer Negative, Spite of Opposition, Stavesacre, No Innocent Victim, Invazão e The Blamed.
No decorrer dos anos 90 surge a nova escola do hardcore cristão, com bandas como Zao, XdiscipleX A.D, Norma Jean, Point of Recognition, Figure Four, Focal Point, Anchor, Dodgin Bullets.
Durante a década de 1990 a cena cresceu com bandas como MxPx e Ninety Pound Wuss, que começaram a ganhar espaço na grande mídia.
Atualmente a cena é composta por bandas, festivais, selos e gravadoras. A gravadora mais importante é a Facedown Records.
O berço do punk/hardcore cristão é os Estados Unidos. Também existem trabalhos na Guatemala, Porto Rico, Brasil (Ruptura (1989), Ressurreição, entre outras) e Alemanha.

## Ideologia punk cristã
A aceitação do punk e do hardcore cristão é discutida por membros da cena punk e em algumas igrejas cristãs.
Entre punks cristãos, a principal questão é se pode uma pessoa ser cristã e punk. Há elementos fortes do antiautoritarismo em ambos, como o combate à hipocrisia tanto do governo quanto da Igreja, que impõem regras ao povo. Uma ilustração desta é vista no conceito da anticonformidade ao mundo. Dentro desta perspectiva, a opinião do punk cristão sobre o anticonformismo é diferente da do punk não-cristão. A razão do punk cristão para o anticonformismo é encontrada no livro de Romanos na Bíblia: "Não se conforme aos padrões deste mundo, mas seja transformado…"
Alguns punks cristãos discutem se o punk está de encontro à religião, porém os punks cristãos não concordam com a religião. Dizem que o cristianismo real não é uma religião (ritos e construções) porque não se baseia sobre rituais e regras. Acreditam num relacionamento com Jesus Cristo, não em uma religião. Contudo, são fortemente sustentados por um relacionamento pessoal com Jesus Cristo separado das regras e tradições.
Entre punks não ligados à filosofia cristã, em especial os anarcopunks e os punks ligados à filosofia niilista, que são voltados para o pensamento ateísta, há uma tendência em não aceitar a ligação entre o cristianismo e o punk. Porém o ateísmo não é uma característica básica da filosofia punk, e sim uma tendência filosófica, como as tendências agnóstica, cristã, hare krishna, entre outras.

## Citações
- "Punk não é um culto religioso, punk é pensar por si mesmo" - Jello Biafra dos Dead Kennedys na música "Nazi Punks Fuck Off".
- "O punk rock cristão está aí detonando um som de primeira, sem ter a menor intenção de menosprezar os que não acreditam ou não gostam do estilo" - punk em Cristo [carece de fontes?]